# Súng phun lửa

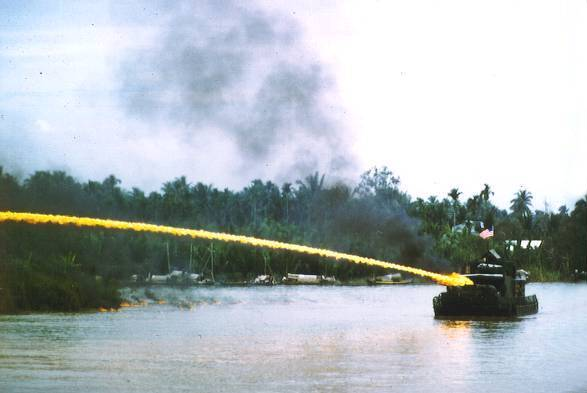
Tàu trên sông bắn lửa napan từ súng phun lửa trong chiến tranh Việt Nam

Súng phun lửa là một loại vũ khí hoàn toàn có thể phun ra lửa nhằm tiêu diệt hoặc sát thương mục tiêu đối phương.Súng phun lửa thường có tầm bắn vài chục đến vài trăm mét nếu lắp đặt trên module bánh xích hoặc bánh hơi và nòng súng được tinh chỉnh lại. Súng phun lửa thường dùng chất lỏng như xăng hoặc chất khí như khí ga để phun.Trong lĩnh vực quân sự,hầu hết súng phun lửa sử dụng chất lỏng hoặc gas tùy mục đích sử dụng
Loại súng phun lửa cầm tay của bộ binh có cấu tạo gồm 2 thành phần chính: túi đeo sau lưng và súng. Túi đeo sau lưng có hai hay ba bình, một bình nén đầy khí gas, hai bình khác chứa chất lỏng có thể cháy

## Đặc điểm
Súng phun lửa là một loại vũ khí, dùng để bắn lửa về phía đối phương. Tuy rằng nhiều súng phun lửa không thật sự là súng, nhưng vẫn thường gọi như vậy.
Súng phun lửa thời cổ là Hỏa Hổ. Trong thời kỳ thuốc nổ và nòng súng còn yếu, sức công phá của đạn chưa mạnh, người ta không nhồi đạn. Sử dụng thuốc nổ đã được làm chậm tốc độ cháy bằng cách trộn dư chất khử (hồi đó là bột than, lưu huỳnh...). Thuốc được nhồi nhiều hơn so với lúc bắn đạn, khí nóng và phần chất khử dư phụt về địch gây cháy. Nguyên tắc này vẫn được áp dụng ngày nay. Hỏa hổ ngày xưa là ống đồng mỏng, nhồi gần đầy, sát thương vài chục mét, là vũ khí mạnh đến giữa thiên niên kỉ thứ 2, sau đó súng bắn đạn dần thay thế. Sau này nhờ công của Gốt Đát mà súng được bắn với nguyên liệu là tinh thể lỏng, phóng lủa nhanh và mạnh hơn, nhưng lại vô cùng nguy hiểm vì có thể cháy ra xung quanh.

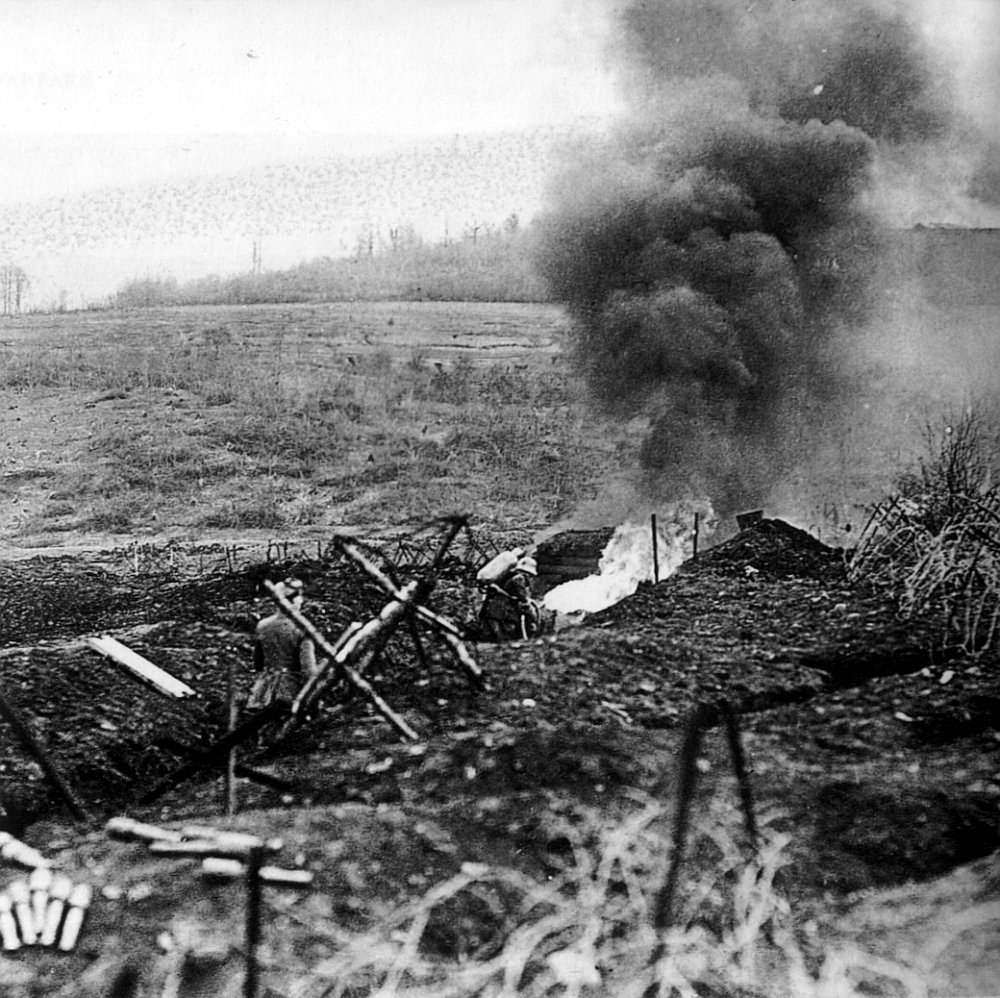
Lính Đức sử dụng súng phun lửa ở Sedan, Pháp năm 1917

Súng phun nhiên liệu ngày nay do Đức chế tạo đầu tiên trong đệ nhất thế chiến thường sử dụng thuốc hai thành phần, một phần chất oxy hóa được bơm vào bình đựng nhiên liệu, cháy làm tăng áp, đẩy hỗn hợp nhiên liệu-chất oxy hóa về phía địch. Hỗn hợp này có chất oxy hóa nên rất khó dập tắt, cháy tỏa nhiệt lớn. Súng phun này thường được chế tạo như ba-lô lính, đeo sau lưng, vòi phun cầm tay. Nhược điểm của hệ thống này là rất nguy hiểm, thiếu sức công phá tường giáp, tầm gần... Ưu điểm là lượng "đạn dược" dồi dào.
Các súng bắn đạn cháy vác vai Nga SPG thường mang chất nổ rắn. Chất nổ trộn dư chất oxy hóa tỏa nhiệt mạnh, như bột nhôm. Một phần chất nổ này có tác dụng như nhiên liệu tên lửa, đẩy đầu đạn về phía địch, chui vào hầm, nhà. Các chất khử rắn như bột nhôm có tác dụng rất mạnh, nguy hiểm. Nhược điểm của loại súng này là không mang được nhiều đạn. Ưu điểm là nhiệt độ cháy cao, chui sâu, tầm xa và vùng ảnh hưởng rộng.
Các xe cộ phun lửa như xe tăng phun lửa thường dùng các máy bơm, trộn nhiên liệu và chất oxy hóa trước khi phun đi xa bằng máy bơm dùng động cơ. Hỗn hợp cháy có thể trộn thêm các chất giảm bay hơi, bám dính, gây nhão như napan, để cháy lâu.
Những loại đạn cháy, bom cháy thường trộn chất oxy hóa và chất khử trước như SPG.